# Polyosma latifolia
Polyosma latifolia är en tvåhjärtbladig växtart som beskrevs av Schlechter. Polyosma latifolia ingår i släktet Polyosma och familjen Escalloniaceae. Inga underarter finns listade i Catalogue of Life.